# حسین حمدان
حسین حمدان (عربی: حسين عصام حمدان؛ زادهٔ ۲۲ اوت ۱۹۷۸) بازیکن سابق و مربی فوتبال اهل لبنان است.
وی همچنین در تیم ملی فوتبال لبنان بازی کرده‌است.